# Pitzeshofen
Pitzeshofen ist ein Gemeindeteil des Marktes Dießen am Ammersee im oberbayerischen Landkreis Landsberg am Lech.

## Geografie
Das Dorf Pitzeshofen liegt fast direkt südlich angrenzend an Dettenhofen auf einem Moränenrücken.

## Geschichte
Erstmals erwähnt wird der Ort 1179 als „Pucineshoven“ in einer Urkunde des Klosters Dießen.
1671 werden acht Anwesen erwähnt, alle sind dem Kloster Dießen grundbar.
Pitzeshofen war von 1696 bis zur Säkularisation 1803 Bestandteil der Klosterhofmark Dießen selbst. Im Jahr 1752 werden zehn Anwesen erwähnt, ebenso 1810.